# Текстология
Текстология (от лат. textum — связь слов и др.-греч. λόγος — учение) — филологическая отрасль, изучающая и восстанавливающая историю и судьбу произведений письменности и литературы с целью дальнейшего исследования, интерпретации, публикации и иных целей.

## Проблематика
Одной из проблем текстологии является проблема атрибуции текста, которая проводится в рамках судебной психологии на основе методов контент-анализа и психолингвистики.
Значительная часть литературных произведений либо остаётся неопубликованной при жизни автора, либо бывает опубликована с неточностями и искажениями как вследствие небрежности, так и сознательно (условия цензуры и т. д.). Неопубликованные в печати произведения часто существуют в ряде списков, из которых ни один нельзя предпочесть другому по достоверности (напр. «Горе от ума» Александра Грибоедова). Наконец, все произведения литературы до середины XV века, когда было изобретено книгопечатание, вообще остались в виде рукописей, которые только в самых редких случаях были автографами или просмотренными и исправленными автором копиями (авторизованные копии). От произведений античной литературы до нас ни одного автографа не дошло. В средневековой литературе почти каждое произведение имело сложную историю текста и целый ряд авторов, причём часто древнейший из дошедших до нас списков отделяется несколькими столетиями от времени написания произведения (напр. «Песнь о Роланде», возникшая в конце XI века, представлена только одним списком конца XII века и большим количеством списков XIII—XIV веков).

## Задачи текстологии
Основная задача текстологии — дать правильный текст издаваемого литературного произведения. Вопрос же о том, что считать «правильным» или «каноническим» текстом, не всегда понимается одинаково. Различные филологические школы по-разному понимали пути восстановления на основании оставшихся различных редакций текста одного и того же произведения. Так, до середины XIX века в издательской технике преобладает точное («дипломатическое») воспроизведение одной рукописи, признанной по каким-либо соображениям лучшей. С середины XIX века обычны так называемые «критические» издания, реконструирующие предполагаемый прототип путём контаминации вариантов всех доступных исследованию рукописей. Текстология начала XX века характеризуется очень большим психологизмом в подходе к вопросу о так называемой «воле автора» (ср. работы М. Гофмана над пушкинским текстом, Н. К. Пиксанова над текстом Грибоедова, а также всю историю издания текста лермонтовского «Демона»).

## Критика текста
Критика текста в основном сводится к двум моментам:
1. к установлению подлинности или подложности источника
2. к реконструкции, в случае констатирования подлинности первоначального текста, искажённого переписками и переделками и дошедшего до нас в виде разрозненных и неполных фрагментов.

Сводка этого анализа всех существующих вариантов данного текста и их отношений друг к другу называется «критическим аппаратом», который в настоящее время считается необходимой принадлежностью всякого научного критического издания литературных произведений.
Критика текста источника, признанного подлинным, в свою очередь состоит из двух последовательных моментов:
1. диагноза (то есть констатирования испорченности данного места текста), основой которого служит либо нарушение логического смысла, либо несоответствие архитектонике целого, показаниям других памятников или других частей того же памятника
2. конъектуры, то есть составления проекта исправления текста, источником которого могут быть или косвенные указания в самом исследуемом памятнике и близких к нему, или же гадательное предположение, исходящее из общего толкования логического смысла памятника, исторических условий его возникновения, отношения к другим памятникам, его художественной структуры (например, ритм) и т. д.

В последнем случае мы часто имеем дело с так называемой «дивинаторской критикой» (от лат. divinatio — «способность угадывать»), когда сильно испорченный текст реконструируется по косвенным данным.

## История текстологии
Текстология развивалась первоначально на основе изучения рукописной традиции античных (и позже средневековых) авторов, то есть как раз на основе таких документальных материалов, среди которых, как было указано выше, не встречается (за редчайшими исключениями) автографов. В последнее время она успешно применяется и к текстам произведений новой и новейшей литературы, причём наличие автографов ввело в текстологию совершенно новый круг проблем — «творческую историю произведения», являющуюся новым видом «истории текста» — видом, ограниченным хронологическими рамками жизни автора, и даже ещё уже — хронологическими рамками его работы над данным произведением.
Конкретный материал, на котором развивались и совершенствовались методы текстологии, можно разбить на следующие категории:
1. памятники, дошедшие до нас в незначительных фрагментах (например, тексты древнегреческих лириков, комедии Менандра)
2. памятники, дошедшие до нас в многочисленных, расходящихся одна с другой, редакциях:
  1. подвергшихся многочисленным искажениям при переписке (до начала книгопечатания), — таковы тексты большинства античных авторов
  2. подвергшихся неоднократным переделкам и переработкам вплоть до объединения (контаминации нескольких произведений в одно), — такова история текста большинства произведений художественной литературы феодального периода
3. памятники, являющиеся сводом ряда других, слагавшихся в течение ряда столетий памятников, относящихся к различным эпохам и возникших в различной общественной среде (например Библия, отчасти поэмы Гомера или русские летописные своды и хронографы)
4. памятники, сохранившиеся в немногочисленных или даже в единственной, иногда сильно искажённой, редакции: сюда можно отнести иногда и произведения новой литературы, не напечатанные при жизни автора и не получившие окончательной отделки, как например, «Горе от ума» Грибоедова или «Демон» Лермонтова
5. фальсификации:
  1. памятники, целиком подложные — «Дар Константина», так называемые «Лжеисидоровы декреталии», недостающие книги Тита Ливия, письма Фаллариса, «Любушин суд», «Краледворская рукопись», окончание пушкинской «Русалки» и т. п.
  2. интерполяции или вставки (например, христианские интерполяции у языческих авторов, позднейшие вставки эпизодов или хронологических дат в летописях и хрониках).

Анализ каждой из этих категорий памятников связан с особыми техническими приёмами текстологии.
Наиболее часто встречается на практике вторая из перечисленных категорий памятников, которая в свою очередь разбивается на три группы. Такую разбивку можно довольно чётко провести на памятниках древнерусской литературы:
1. списки почти тождественные (имеются только орфографические и стилистические варианты, незначительные вставки или пропуски)
2. списки как сходные, так и значительно отличающиеся друг от друга (различные варианты сюжета, вставные эпизоды)
3. списки, резко расходящиеся между собой, сохраняя лишь общий остов сюжета.

Каждый из этих трёх случаев требует особых методов исследования. Так, например, в первом случае в основу сравнения кладётся один список, а все остальные подводятся под него как варианты, образуя собой критический аппарат; при этом основой сравнения должен быть старший список с типичным текстом, хотя «типичный» текст отнюдь не всегда является древнейшим текстом (древнейший текст может дойти до нас как раз в одном из позднейших списков); в результате построения аппарата, то есть подведения всех вариантов под один список, устанавливается взаимоотношение списков, и они разбиваются на группы, затем устанавливается архетип каждой группы и, наконец, взаимоотношение между группами.
Таким путём строится «генеалогическое древо списков», являющееся схематическим изображением истории текста. Работа эта является более или менее сложной, в зависимости от относительной полноты списков; чем больше промежуточных звеньев утеряно, тем она сложнее. Так например в одном случае мы можем установить, что один из списков первой группы является архетипом для всей второй группы, в другом случае мы можем ограничиться только утверждением, что вторая группа восходит к такому-то списку первой группы, но сам этот список — архетип — должен считаться утерянным.
Этот путь исследования, методологически проверенный для первого из приведённых трёх случаев, значительно модифицируется для второго и третьего случаев. Конечно, встречаются и в средневековой литературе несколько иные случаи: так, например, среди списков «Песни о Роланде» один, так называемый оксфордский [1170], по структуре сюжета может быть противопоставлен как особая группа всем остальным спискам XIII—XIV веков, образующим вторую группу, но в этой последней один из самых молодых списков, венецианский (конца XIV века), сближается по одному признаку (ассонансы вместо рифм) с древнейшим, оксфордским.